# Pierre de Piton
 (mai 2017).
Si vous disposez d'ouvrages ou d'articles de référence ou si vous connaissez des sites web de qualité traitant du thème abordé ici, merci de compléter l'article en donnant les références utiles à sa vérifiabilité et en les liant à la section « Notes et références ».
Pierre de Piton était un militaire et ambassadeur français du XVIe siècle.
Il est envoyé en 1533 par François Ier en tant qu'ambassadeur auprès du royaume du Maroc.

## Biographie
Il est envoyé au Maroc en tant qu'ambassadeur de François Ier. Il est trahi par le capitaine du navire et finit sa vie en Galice.